# بوستون سپا
بوستون سپا (به انگلیسی: Boston Spa) یک روستا و محله مدنی در بریتانیا است که در سیتی لیدز واقع شده‌است. بوستون سپا ۴٬۰۷۹ نفر جمعیت دارد.